# Export (альбом IOWA)
«Export» — дебютный студийный альбом белорусской и российской поп-рок-группы «IOWA». Цифровой релиз альбома, изданного под лейблом Первое Музыкальное издательство, состоялся 18 ноября 2014 года на «Яндекс. Музыке».
Название альбома, по словам Леонида Терещенко и Екатерины Иванчиковой, отражает желание показать белорусские взгляды группы на музыку и о том, что эту музыку они привезли со своей родины.

## Критика
По мнению критика Алексея Мажаева, музыка альбома, не превращаясь в пародию, как это часто происходит с попытками петь по-русски R'n'B, хип-хоп, соул или фанк, является качественным отечественным тин-попом. Тексты же, в отличие от русского урбана, которому свойственно некоторое самолюбование, отличаются трогательностью и достаточной степенью самоиронии, хотя с литературной точки зрения и не являются выдающимися.

## Список композиций
Слова и музыка всех песен — Е.Иванчикова и Л.Терещенко.
| №   | Название        | Длительность |
| --- | --------------- | ------------ |
| 1.  | «Я сошла с ума» | 3:58         |
| 2.  | «Мама»          | 4:37         |
| 3.  | «Радость»       | 3:21         |
| 4.  | «Улыбайся»      | 3:38         |
| 5.  | «Одно и то же»  | 3:38         |
| 6.  | «Простая песня» | 3:24         |
| 7.  | «Маршрутка»     | 3:11         |
| 8.  | «Ищу мужа»      | 3:26         |
| 9.  | «Невеста»       | 3:39         |
| 10. | «Весна»         | 3:35         |

## Клипы
1. Простая песня (2011)
2. Мама (2012)
3. Улыбайся (2012)
4. Ищу мужа (2012)
5. Невеста (2013)
6. Весна (2014)
7. Маршрутка (2014)
8. Одно и то же (2015)

## Награды и номинации
| Год  | Награда                                           | Номинированная работа | Категория                           | Результат |
| ---- | ------------------------------------------------- | --------------------- | ----------------------------------- | --------- |
| 2012 | Новая волна 2012                                  | «Мама»                | Выбор слушателей                    | Победа    |
| 2013 | Премия RU.TV                                      | «Ищу мужа»            | Реальный приход (Лучший старт года) | Номинация |
| 2013 | Реальная премия MusicBox 2013                     | «Невеста»             | Креатив года                        | Номинация |
| 2014 | Реальная премия MusicBox 2014                     | «Улыбайся»            | Лучший POP ROCK                     | Номинация |
| 2015 | Премия Муз-ТВ                                     | «Маршрутка»           | Лучшая песня                        | Номинация |
| 2015 | Премия Муз-ТВ                                     | «Маршрутка»           | Прорыв года                         | Номинация |
| 2015 | Премия RU.TV                                      | «Маршрутка»           | Dolce Vita                          | Номинация |
| 2015 | Золотой граммофон                                 | «Улыбайся»            | Золотой граммофон                   | Победа    |
| 2015 | Первая российская национальная музыкальная премия | «Маршрутка»           | Лучшая песня                        | Номинация |

## Саундтреки
- «Улыбайся», «Одно и то же», «Радость» — сериал «Кухня»
- «Одно и то же», «Простая песня», «Радость», «Улыбайся» — сериал «Физрук»
- «Улыбайся» — сериал «Молодёжка»
- «Радость», «Ищу мужа (пародия)» — сериал «Бледный ВИД–2»
- «Улыбайся» — фильм «Выпускной»

## Интересные факты
- Клип на песню «Маршрутка» был снят в Париже, где нет маршрутных такси, а на песню «Ищу мужа» — в коровнике[6].
- В марте 2015 года группа адаптировала «Простую песню» специально для хоккейного клуба Санкт-Петербурга «СКА» и сняла видео на новую версию, в котором приняли участие болельщики клуба[7].

## Участники записи
- Екатерина Иванчикова — вокал, автор песен, бас-гитара
- Леонид Терещенко — гитара, инструменты, автор песен
- Василий Буланов — ударные, DJ